# Most Pomorzan

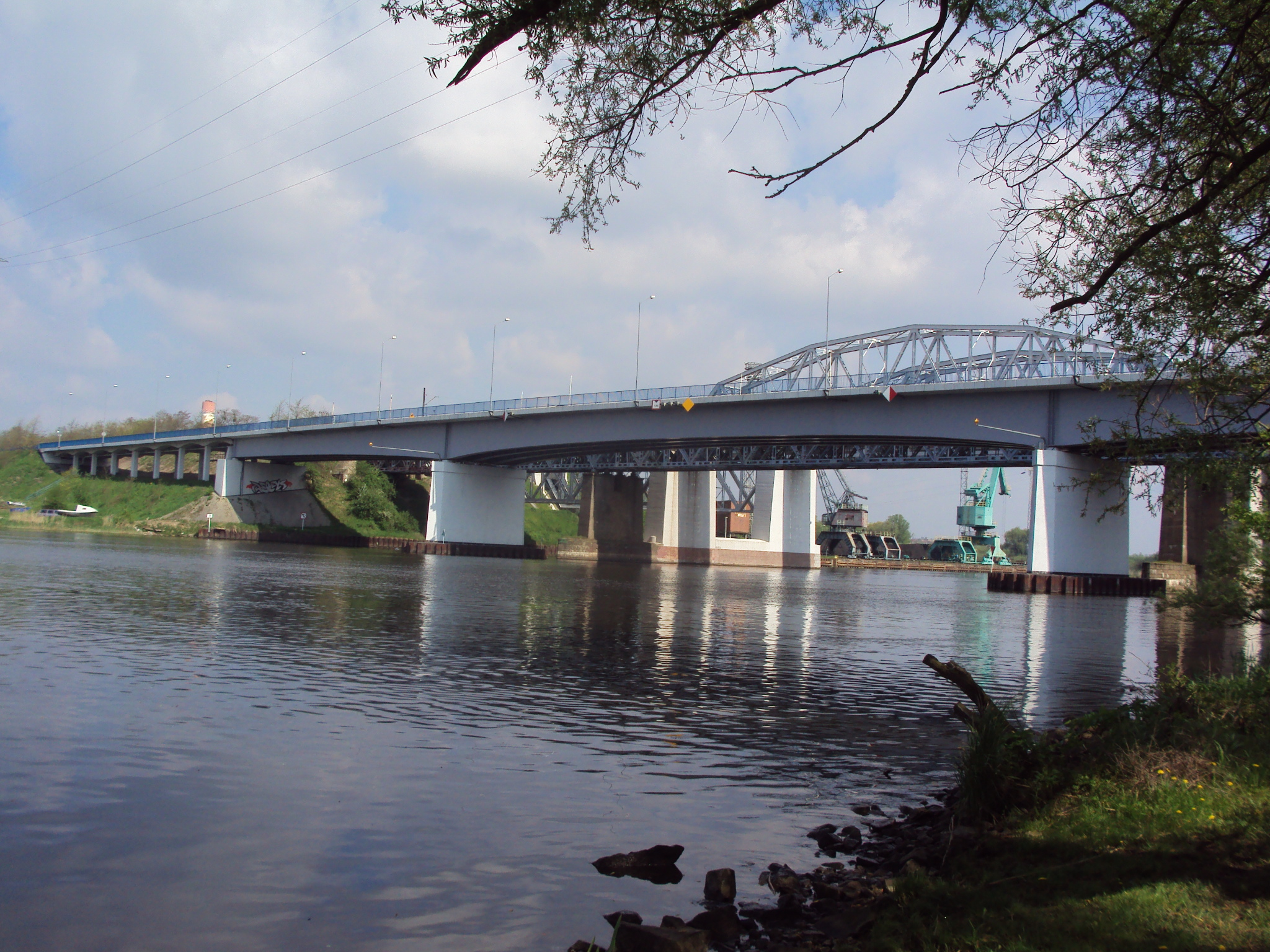
Most Pomorzan. Wdok od strony Dziewoklicza

Most Pomorzan – jednojezdniowy trójprzęsłowy most drogowy nad Odrą Zachodnią w Szczecinie w ciągu ul. Floriana Krygiera (DK31) o dwóch pasach ruchu i ciągu pieszo-rowerowym. Powstał na południe od istniejącego od 1959 roku tymczasowego mostu im. Karola Świerczewskiego.
Podstawowe dane techniczne
- długość: 205,75 m
- rozpiętość przęseł: 60 m/83 m/60 m
- szerokość: 14,42 m
- estakady dojazdowe: 96 m i 160 m

28 kwietnia 2006 gmina Miasto Szczecin podpisała umowę z Płockim Przedsiębiorstwem Robót Mostowych na wykonanie dwóch mostów nad Odrą i Regalicą w ciągu 24-27 miesięcy. W międzyczasie główny wykonawca przejęty został przez zagranicznego inwestora i zmienił nazwę na Bilfinger Berger Polska. Pod koniec maja 2008 Prezydent Miasta Szczecina przy współudziale Polskiego Radia Szczecin i szczecińskiej redakcji Gazety Wyborczej ogłosił konkurs na nazwy dla nowych mostów. Rada Miasta Szczecina zatwierdziła wyłonione w konkursie nazwy: most Pomorzan dla mostu nad Odrą Zachodnią oraz most Gryfitów dla przeprawy przez Regalicę. Oficjalne otwarcie ruchu na nowych mostach nastąpiło 29 sierpnia 2008.